# Nikolaj Koršunov
Nikolaj Borisovič Koršunov (rusky Никола́й Бори́сович Ко́ршунов, 23. dubna 1978 v Moskvě) je ruský rockový hudebník a žurnalista. V roce 1995 absolvoval filozofickou fakultu Moskevské státní univerzity a nastoupil na pozici aspiranta na katedře dějin ruské filozofie. V roce 2003 obhájil práci kandidáta filozofických věd o menševizujícim idealismu. V letech 2000–2009 pracoval jako novinář a překladatel z angličtiny.

## Publikace
- КОРШУНОВ, Н. Б.. Так называемый «меньшевиствующий идеализм» в аспекте философских дискуссий начала 30-х годов в СССР. Moskva, 2003. 248 s. Kandidátská disertace. Filozofická fakulta Moskevské státní univerzity. Vedoucí práce Alexej Pavlov.    (rusky)
- КОРШУНОВ, Н. Б., 2002. Так называемый «меньшевиствующий идеализм» в исследованиях историков русской философии (1951—2001). Философские науки. Čís. 6. (rusky)